# Nabíl Dirár
Nabíl Dirár (arabsky نبيل ضرار; narozen 25. února 1986, Casablanca) je belgicko-marocký fotbalista a reprezentant Maroka, který hraje na pozici útočníka či ofenzivního nebo krajního záložníka. V současné době působí v klubu AS Monaco.

## Klubová kariéra
V Belgii hrál postupně za kluby K. Diegem Sport, KVC Westerlo a Club Brugge. V lednu 2012 přestoupil do AS Monaco, kde podepsal smlouvu na 4,5 roku.

## Reprezentační kariéra
Hrál za marockou mládežnickou reprezentaci do 23 let.
V A-mužstvu Maroka debutoval v roce 2008.